# Blåhuvad solfjäderstjärt
Blåhuvad solfjäderstjärt (Rhipidura cyaniceps) är en fågel i familjen solfjäderstjärtar inom ordningen tättingar.

## Utseende och läte
Blåhuvad solfjäderstjärt är en medelstor fågel med lång stjärt. Den är matt blå på huvud, bröst, rygg och skuldror, med viss ljusare blå streckning på bröst och hjässa. Den är vidare beigefärgad på buken och roströd på nedre delen av ryggen, övergumpen, yttre stjärtpennorna och vingarna. Centralt på stjärten är den mörk, liksom på vingkanten. Arten liknar azurmonarken, men skiljer sig bland annat på den roströda övergumpen och stjärten. Lätet består av vassa "pik!" som avges enstaka i intervaller eller i snabba serier.

## Utbredning och systematik
Blåhuvad solfjäderstjärt förekommer i Filippinerna och delas in i fyra underarter med följande utbredning:
- Rhipidura cyaniceps pinicola – höglandet på norra Luzon
- Rhipidura cyaniceps cyaniceps – Luzon och Catanduanes

## Levnadssätt
Blåhuvad solfjäderstjärt hittas i både ursprunglig och påverkad skog, från låglänta områden till bergstrakter. Den håller ofta stjärten rest och utbredd som en solfjäder under födosök.

## Status
Arten har ett stort utbredningsområde och beståndet anses stabilt. Internationella naturvårdsunionen IUCN listar den därför som livskraftig (LC).